# チェロキー

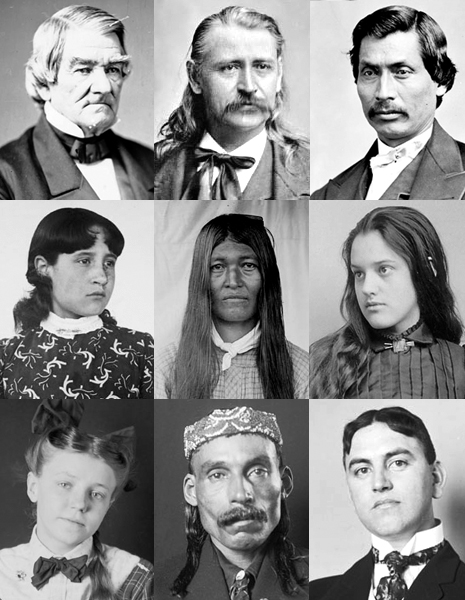
チェロキー族の人々

チェロキー・ネイションの国章

チェロキー・ネイションの旗

チェロキー族（チェロキーぞく、チェロキー語: ᏣᎳᎩ ;ラテン翻字: tsa-la-gi （英語: Cherokee））は、インディアン（ネイティブ・アメリカン）の部族。
「チェロキー」の語源はチョクトー族が交易に用いた単語で、「山（または洞窟）に住むもの」を意味する「Cha-La-Kee」、またはクリーク族の言葉で「判り難い言葉を話す人たち」の意とされる。
彼ら自身は「これらはすべての人間である」を意味するアニ・ユン・ウィヤ（チェロキー語: ᎠᏂᏴᏫᏯ ;ラテン翻字: ah-ni-yv-wi-ya） と自称する。

## 歴史
16世紀、ヨーロッパ人が入植しはじめた頃には、北米大陸の東部から南東部にかけ、ミシシッピ川流域に住んでいた。社会は母系制の妻方居住婚であり、政治についての評議会においても老若男女問わず発言が認められていた（首長は高齢男性であったが、首長は調停者に過ぎず、他者に意見を強制できる強権は持っていなかった）。また女性が殺害されると、男性の場合の2倍の罰が与えられていた。
18世紀のチェロキー族は、イギリスやアメリカとの間に、自分達の土地を守るための戦いの連続であった（チカマウガ戦争を参照）。1794年にアメリカ合衆国との間に休戦条約を結んだ後は、文明化の道を歩んだ。
彼らはチカソー族、ムスコギー部族連合、チョクトー族、セミノール族と5大部族連合を結成し、白人の文明を受け入れ、白人社会の仕組み等を採り入れ、「文明化五部族」と呼ばれた。
1821年にはシクウォイア（セコイヤ、シクォイヤ）によってチェロキー文字が発明された。85の音節文字からなる使いやすく覚えやすい文字で、すぐに習得できるため急速に普及した。彼らは白人の生活様式を好んで採り入れたため、周辺白人との混血も進むこととなった。
1830年代、ジョージア州で起きたゴールドラッシュにより、白人が彼らの土地に乱入してきた。アンドリュー・ジャクソン大統領らは彼らを西部のインディアン準州へ強制移住させる方針を決め、武力でこれを強要した。チェロキー族らはこれに対して抵抗戦を行い、「セミノール戦争」など「インディアン戦争」を戦った。
1838年、アメリカ陸軍の軍事力に屈服を余儀なくされたチェロキー族をはじめ6万人の「5大部族」はミシシッピ川の西のインディアン準州（現オクラホマ州）に強制移住を余儀なくされる。この移住強制は徒歩で行われ、涙の旅路と呼ばれた。当時の記録では「墓に入るかと思える老婆でさえ、重い荷物を背負わされて歩かされていた」と記述されており、この苛烈な強制行路では、チェロキー族だけで2〜8千人の犠牲を出した。
ノースカロライナ州をはじめ、東部から南東部のチェロキー族の一部は、インディアンの境遇に同情的な白人の助けを借り、また山深く隠れて強制移住を免れ、現在の東部チェロキー族(en)（人口約1万人）の祖となった。チェロキー族が表面上いなくなったジョージア州など南部の広大な土地は、後に一大綿花産地に変貌する。こうして、チェロキー族は大きく西部と東部に分断されることとなってしまった。

## オクラホマのチェロキー族
オクラホマに強制移住させられた約1万9千人のチェロキー族は、ここにあてがわれた保留地 (Reservation) でさらなる文明化に取り組み、ターレカ (Tahlequah) に首府を置き、立法行政議会を設置、1839年に「チェロキー憲法」を発布。1841年、チェロキー族の公立学校を開校、1844年には18の学校が開設した。1842年にはインディアン初のチェロキー語による部族新聞「チェロキー族の主張」紙を発行した。しかし、間もなく押し寄せる白人入植者によって、再び彼らの土地は収奪されていった。

## 現在のチェロキー族
現在、最大のチェロキー・ネイション（人口約25万人）はオクラホマ州南東部オザーク高原にあり、ターレカ (Tahlequah) を本部とする。
オクラホマ以外のチェロキー族も、北東部、南東部、西海岸部などの多数の州に分散して部族共同体を堅持しており、アメリカ連邦政府に部族としての公認を求め続けている。
2000年の総人口は約32万人。

## 言語
チェロキー語は南方イロコイ語族に属する。
- チェロキー語

| 言語           | チェロキー文字 | 意味                 |
| オシヨ         | ᎣᏏᏲ            | こんにちは           |
| オスダスナレイ | ᎣᏍᏓᏑᎾᎴᎢ..      | おはようございます   |
| ワド           | ᏩᏙ             | ありがとうございます |
| オギナリ       | ᎣᎩᎾᎵ           | 私の友達             |
| ヌタ           | ᏅᏓ             | 月 / 太陽            |

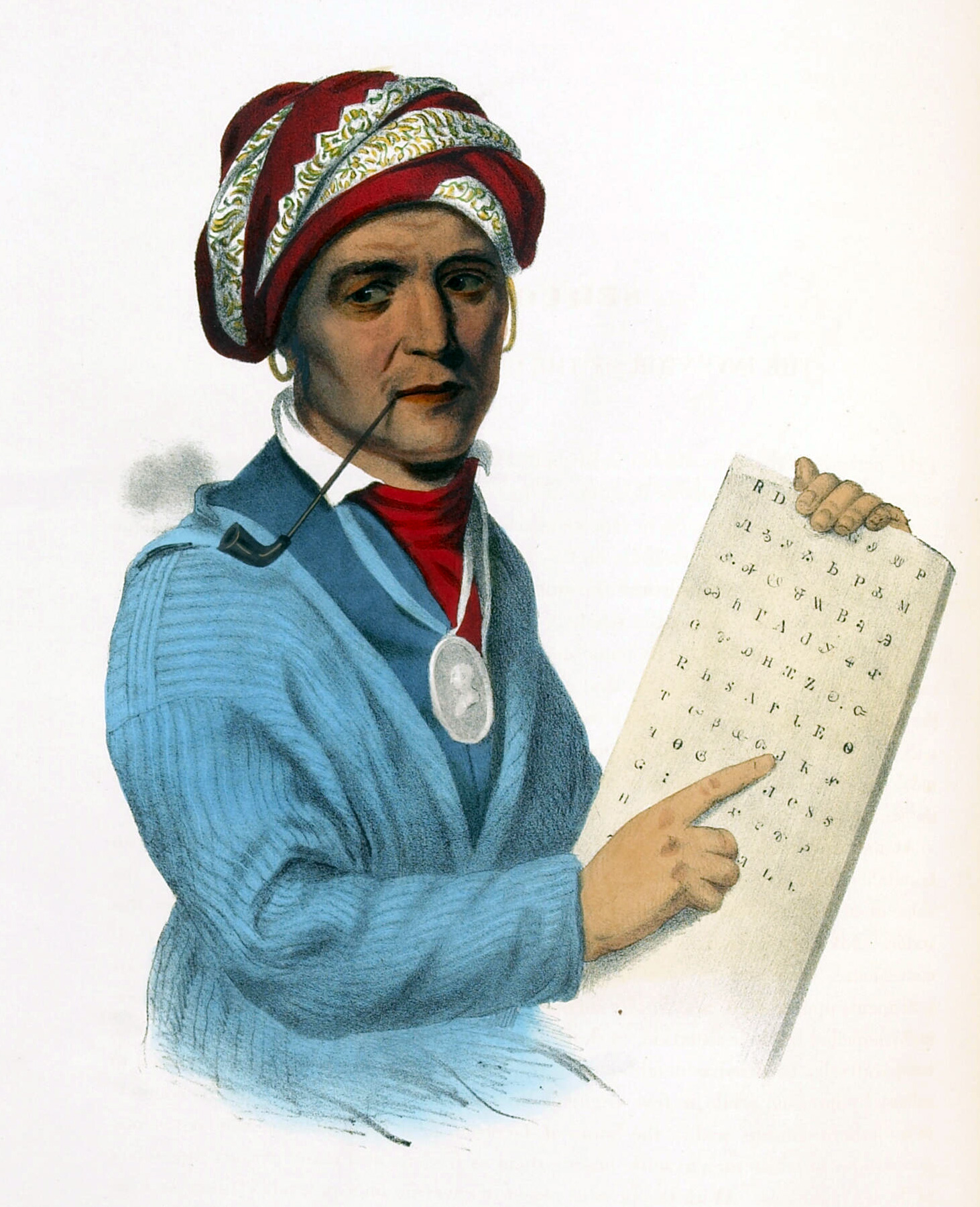
チェロキー文字の考案者シクウォイヤ

- macOS（チェロキー語の入力メソッドが付属）

## チェロキーの血を引く著名人
- アーサ・キット（歌手） - 父方白人、母方チェロキーと黒人の混血
- アン・ダナム（バラク・オバマの母、人類学者） - イングランド、アイルランド、チェロキーの混血
- ウィリー・ネルソン（歌手） - チェロキー、イギリス、アイルランド
- ヴァル・キルマー（俳優）- 父方の曾祖母がチェロキー、他にドイツ、スコットランド、アイルランド、セファルディム、スウェーデン、モンゴルなど
- ウェス・ステュディ（俳優）- 純血のチェロキー出身
- ウェイン・ニュートン（歌手） - チェロキー、アイルランド、ドイツなどの混血
- エルヴィス・プレスリー（歌手） - チェロキー、ウェールズ、イングランド、スコットランド、オランダ、フランス、アイルランド、ユダヤなどの混血
- キム・ベイシンガー（女優） - チェロキー、スウェーデン、ドイツの混血
- キャメロン・ディアス（女優）
- クエンティン・タランティーノ（映画監督、俳優）
- ケヴィン・コスナー（俳優） - チェロキー、ドイツ、アイルランドの混血
- コーディ・ガーブラント（総合格闘家）
- サリ・リチャードソン（女優）- 母方黒人とチェロキーの混血、父方アイルランドとイタリアの混血
- ジェームス・ブラウン（歌手） - チェロキーと黒人の混血
- シェール（歌手、女優） - 父方アルメニア人、母方混血チェロキー
- ジミ・ヘンドリックス（ギタリスト、歌手） - 黒人と白人とチェロキー
- ジョー・ニコルズ（歌手）
- ジョニー・デップ（俳優）- 母方の曾祖母がチェロキー、他にドイツ、アイルランド等
- スティーブン・タイラー（歌手）‐チェロキー、ポーランド系ユダヤ人、イタリア、ドイツ、ウクライナの混血
- チャック・ノリス（俳優）
- ティファニー（歌手）
- ティナ・ターナー（歌手） - チェロキーと黒人の混血
- トーリ・エイモス（シンガーソングライター）- 母方の祖父母が東部チェロキーの血を引く
- トニー・ジョー・ホワイト（歌手） - チェロキーと白人の混血
- ノーキー・エドワーズ（ギタリスト）
- バート・レイノルズ（俳優） - チェロキー、アイルランド、イタリアの混血
- マイリー・サイラス（女優・歌手）
- マギボン（ネットアイドル）- チェロキー、ドイツ系の混血
- マンディ・ムーア（女優）
- ミーガン・フォックス（女優）
- ライアン・ヘルズリー　(MLB選手)
- リタ・クーリッジ（歌手）- チェロキー、スコットランドの混血
- ルー・ダイアモンド・フィリップス（俳優）- フィリピン、中国、ハワイ、スペイン、アイルランド、チェロキーの混血
- ロニー・スペクター（歌手、ザ・ロネッツ） - 父方白人、母方チェロキーと黒人の混血
- ロバート・ラウシェンバーグ（画家）- ドイツ系とチェロキーの混血
- 市川紗椰（ファッションモデル、タレント） - 父親がチェロキーの血を引くアメリカ人、母親は日本人
- コーダ・グローバー（プロ野球選手）
- ジョン・グレイ（プロ野球選手）
- 友利結（プロ野球選手） - 父親がチェロキーの血を引くアメリカ人、母親は日本人
- ランディ・バース（プロ野球選手、政治家）
- ウェス・ウェルカー（NFL選手、コーチ）
- サム・ブラッドフォード（NFL選手）

など。他は下の一覧を参照。
- 先住アメリカ人の一覧
- アメリカ合衆国の先住民族（カテゴリ）
- チェロキー族の系統の人物（英語版のカテゴリ）
- ネイティブアメリカンの一覧 （英語版）
- アフリカンアメリカンとネイティブアメリカンの系統の人物の一覧 （英語版）